# Sonja Knittel
Sonja Maria Knittel (* 11. April 1925, nach anderen, aber nicht zutreffenden Quellen 1923 oder 1926, in Wien; † 23. Februar 2017 in Oberasbach) war eine österreichische Opern- und Operettensängerin (Sopran).

## Leben

### Karrierebeginn
Sonja Knittel, in der Pfarre Alservorstadt geboren, studierte in ihrer Heimatstadt Wien. Sie debütierte 1947 am Theater Biel-Solothurn als Konstanze (Die Entführung aus dem Serail). In den ersten Jahren ihrer Sängerlaufbahn sang sie ausschließlich Partien für Koloratursopran. Zu ihrem Repertoire gehörten damals Rollen wie Königin der Nacht (Die Zauberflöte) und Gilda (Rigoletto). Als Einspringerin für eine erkrankte Kollegin übernahm sie am Theater Biel/Solothurn innerhalb von nur fünf Tagen Vorbereitungszeit die Titelrolle der Dostal-Operette Manina. 1949 wurde sie von Intendant Hans Zimmermann, der sie als Manina gehört hatte, an das Opernhaus Zürich verpflichtet; von da an sang Knittel immer mehr das klassische Operettenfach. Unter der Leitung von Victor Reinshagen trat sie in Zürich auch in der Koloraturpartie der Fiakermilli in einer Arabella-Inszenierung auf.
Im November 1950 sang sie erstmals an der Wiener Staatsoper, die damals im Gebäude der Wiener Volksoper als Ausweichquartier spielte. Ihre Debütrolle war die Adele in der Operette Die Fledermaus. Von 1951 bis 1954 war sie als festes Ensemblemitglied an der Wiener Staatsoper engagiert. Sie sang dort zahlreiche Rollen aus dem Fachbereich der Soubrette, unter anderem Fiametta in Boccaccio, die Briefchristl in Der Vogelhändler, Arsena in Der Zigeunerbaron, die Probiermamsell Pepi Pleininger in Wiener Blut, Molly in Der arme Jonathan sowie Valencienne in Die lustige Witwe, das Fischermädchen Anita in Giuditta und Juliette Vermont in Der Graf von Luxemburg in den Operetten von Franz Lehár.
Zu ihren damaligen Opernrollen gehörten unter anderem Papagena in Die Zauberflöte, Ännchen in Der Freischütz (in den Jahren 1952 und 1953), Marie in Zar und Zimmermann (1954) und Esmeralda in Die verkaufte Braut (1951–1954). Den Schwerpunkt ihres künstlerischen Schaffens bildete jedoch schon damals die Operette. 1954 wirkte Knittel in dem österreichischen Spielfilm Das Licht der Liebe mit.

### Engagement am Opernhaus Nürnberg

#### Operette und Musical
1954 wechselte Knittel als Operettensängerin an das Opernhaus Nürnberg, dessen Mitglied sie von September 1954 bis zu ihrem Bühnenabschied 1985 blieb. Ihr Debüt in Nürnberg gab sie im Oktober 1954 als Sylva Varescu in der Kálmán-Operette Die Csárdásfürstin. Hiermit vollzog sie auch den Fachwechsel von der Soubrette zur Operettendiva. Während ihres Engagements in Nürnberg trat Knittel in rund 60 verschiedenen Fachpartien aus Operette, Musical und Oper auf. Teilweise übernahm sie die Hauptrollen in bis zu fünf Operettenneuinszenierungen in einer Spielzeit. 1954 sang am Opernhaus Nürnberg die Eurydike in Orpheus in der Unterwelt von Jacques Offenbach. In der Spielzeit 1954/55 übernahm sie am Stadttheater Fürth die weibliche Hauptrolle der Helena Baranski in der Operette Polenblut. Im März 1955 wirkte sie als Bürgermeistersfrau Antje in Nürnberg in der Uraufführung der volkstümlichen, formal zwischen Spieloper und Operette stehenden Oper Das Bad auf der Tenne von Friedrich Schröder mit. In der Spielzeit 1955/56 sang sie die Titelrolle in der Nürnberger Erstaufführung der Operette Die keusche Susanne.
In der Spielzeit 1959/60 gastierte sie von ihrem Nürnberger Engagement aus an der Württembergischen Landesbühne Esslingen. In der Spielzeit 1960/61 gastierte sie an den Städtischen Bühnen Essen. 1961 gehörte sie am Opernhaus Nürnberg zur Besetzung der deutschsprachigen Erstaufführung des Weill-Musicals Lost in the Stars (Der weite Weg). Unter der Regie von Kurt Leo Sourisseaux gehörte sie im Oktober 1963 in der Rolle der Laurette zur Premierenbesetzung der beiden Einakter Die schöne Galathée von Franz von Suppè und Der Wunderdoktor von Georges Bizet, der mit dieser Inszenierung seine deutschsprachige Erstaufführung hatte. Die erfolgreiche Produktion blieb mehrere Spielzeiten im Programm. Die beiden Einakter wurden auch vom ZDF für das Fernsehen aufgezeichnet und 1964 ausgestrahlt.
In ihrer Nürnberger Zeit wurde Knittel zur gefeierten Operettendiva am Opernhaus Nürnberg. Sie verband „stimmliche Bravour“ (mit sinnlichem Soprantimbre) mit der „legeren Kunst des Nuancierens von Sprechdialogen“, wobei die „Kombination von musikalischer Intelligenz, schauspielerischer Intensität und komödiantischem Temperament“ ihr Persönlichkeitsprofil ausmachte. Knittel sang in Nürnberg nahezu alle großen Operettenrollen, unter anderem Hanna Glawari in Die lustige Witwe, Sonja in Der Zarewitsch, Laura in Der Bettelstudent, Carlotta in Gasparone, Kurfürstin Marie in Der Vogelhändler und Sylva Varescu in Die Csárdásfürstin. Weiters sang die Titelrollen in den historischen Operetten Madame Pompadour und Die Dubarry.
In drei Neuinszenierungen der Strauß-Operette Wiener Blut war sie jeweils als Gräfin Zedlau besetzt. Außerdem sang sie in Nürnberg die Titelrollen in den Operetten Die gold’ne Meisterin (Spielzeit 1957/58, Premiere im Stadttheater Fürth) und Gräfin Mariza. Im Juli 1970 übernahm sie, an der Seite von Sándor Arizs (Sou-Chong), die Rolle der Lisa in einer Neuinszenierung der Lehár-Operette Das Land des Lächelns.
Ab der Spielzeit 1971/72 gehörte die Iduna Obolski in der Musikalischen Komödie Feuerwerk von Paul Burkhard zu ihren Glanzrollen. Mit dieser Rolle feierte sie auch ihr 25-jähriges Dienstjubiläum am Opernhaus Nürnberg, das sich im September 1979 gejährt hatte, in einer im Januar 1980 eigens für sie angesetzten Feuerwerk-Festvorstellung. Im Musical-Bereich sang sie außerdem die Frau von Bath in Canterbury Tales (Premiere: Spielzeit 1973/74).
In der Spielzeit 1978/79 (Premiere: April 1979) war sie die Rößl-Wirtin Josepha Vogelhuber in einer Neuinszenierung der Operette Im Weißen Rößl. Im Oktober 1980 übernahm sie erneut die Rolle der Hanna Glawari in einer Wiederaufnahme-Produktion der Lustigen Witwe. In der Spielzeit 1980/81 sang sie die Dona Dolores (genannt „Dodo“) in einer Neuinszenierung der Operette Hochzeitsnacht im Paradies und alternierte mit der kurzzeitig als Operettendiva verpflichteten Josephine Engelskamp in einer Neu-Produktion der Operette Madame Pompadour.
Rechtsstreit
Aufgrund einer Klausel, die Ende der 70er Jahre maschinenschriftlich ihrem Dienstvertrag mit den Städtischen Bühnen Nürnberg hinzugefügt worden war, und die Knittel verpflichtete, auch „kleinere Aufgaben [...], sofern diese künstlerisch profiliert“ sind, zu übernehmen, versuchte die Theaterleitung, Knittel ab Anfang der 80er Jahre auch im Charakterfach der Operette einzusetzen. In der Spielzeit 1981/82 sollte sie in einer Neuinszenierung der Operette Die Csárdásfürstin die Rolle der Fürstin Anhilte übernehmen, wurde jedoch nach ihrer Intervention in gegenseitigem Einvernehmen von der Theaterleitung unter Hans Gierster im Oktober 1981 wieder von der Rolle entbunden. Als sie in der Spielzeit 1982/83 die Rolle der Gräfin Stasa Kokozow in einer Neuinszenierung der Lehár-Operette Der Graf von Luxemburg singen und spielen sollte, weigerte sich Knittel erneut, indem sie sich auf ihr ursprüngliches Rollenfach der Operettendiva berief und einen Fachwechsel in das Rollenfach der „Komischen Alten“ ablehnte. Knittels anschließender Rechtsstreit mit den Städtischen Bühnen Nürnberg endete im November 1982 vor dem Bühnenschiedsgericht (Bezirksschiedsgericht München) mit einem Vergleich.

#### Oper
In Opernrollen wurde Knittel in Nürnberg nur relativ selten eingesetzt. In der Spielzeit 1956/57 übernahm sie die Musette in einer Neuinszenierung von La Bohème. Im Mai 1957 sang sie im Rahmen der „6. Woche des Gegenwartstheaters“ am Opernhaus Nürnberg die Rolle der Nichte Alva in der Uraufführung der Oper Die kleine Stadt von Franz Xaver Lehner.
Anschließend war sie am Opernhaus Nürnberg im Opernfach hauptsächlich in deutschen Spielopern zu hören, so als Baronin Freimann in Der Wildschütz (Premiere: Spielzeit 1957/58) und als Marie in Zar und Zimmermann (Premiere: Spielzeit 1959/60).
In der Spielzeit 1960/61 sang sie die Nedda in einer Bajazzo-Neuinszenierung. In der Spielzeit 1961/62 war sie wieder die Musette in einer weiteren Neuinszenierung von La Bohème. In der Spielzeit 1964/65 sang sie die Lady Harriet in einer Martha-Neuinszenierung. Im Juni 1973 übernahm sie die Drusilla in einer Neuinszenierung der Monteverdi-Oper Die Krönung der Poppea. Die Kritik bescheinigte Knittel in dieser Rolle „eine Größe, die den anderen Figuren der Oper fehlte“.
Knittel erwies sich in kleinen Rollen auch als Interpretin der Modernen Musik. Sie verkörperte eine der drei Huren in Wir erreichen den Fluß von Hans Werner Henze (Spielzeit 1981/82) und übernahm die Sprechrolle der Hausfrau in Baal von Friedrich Cerha (Spielzeit 1983/84).

#### Bühnenabschied und Ehrung
Im März 1985 gab Knittel mit der Titelrolle in der Operette Gräfin Mariza von Emmerich Kálmán ihre Abschiedsvorstellung am Nürnberger Opernhaus. Ihr Vertrag mit den Städtischen Bühnen Nürnberg endete offiziell im April 1985. Auf Vorschlag der SPD-Fraktion im Nürnberger Stadtrat wurde Knittel im Oktober 1986 von der Bühnenkommission der Stadt Nürnberg zum Ehrenmitglied der Städtischen Bühnen ernannt. Die Kommission würdigte dabei nicht nur die künstlerischen Verdienste Knittels als Operettendiva in der Nachfolge von Anny Coty, sondern auch ihren „Ensemblegeist“, ihre „Unterstützung und Hilfe für jüngere Kollegen“ und ihr „soziales Engagement“, das sie u. a. bei Auftritten in Altersheimen und bei Wohltätigkeitsveranstaltungen zeigte. Anlässlich der Verleihung der Ehrenmitgliedschaft trat Knittel im Januar 1987 nochmals als Kurfürstin Marie in der Operette Der Vogelhändler auf.

### Privates
Knittel war ab Juli 1952 in erster Ehe mit dem Operettensänger Rudolf Rock (* 1918 in Nikolsburg, Mähren; † ?) verheiratet, der ab 1954 bis zu seinem Bühnenabschied im Jahre 1979 gemeinsam mit ihr am Opernhaus Nürnberg engagiert war. Die Ehe wurde im November 1980 geschieden. Im Dezember 1980 ehelichte Knittel den langjährigen Amtsgerichtsdirektor in Neumarkt/Parsberg, Hans Baer, mit dem sie ab Ende 1981 an ihrem nunmehrigen Erstwohnsitz in Parsberg lebte.
Knittel litt in den letzten Jahren vor ihrem Tode an zunehmender Altersdemenz. Sie lebte  pflegebedürftig zeitweise in der geschlossenen Abteilung eines Altenheims in Fürth. Knittel starb im Februar 2017 nach langer Krankheit im Alter von 91 Jahren in ihrem Haus in einem Nürnberger Vorort.
Knittel wurde auf dem Städtischen Friedhof in Parsberg (Oberpfalz) unter ihrem bürgerlichen Namen Sonja Baer beigesetzt.

## Tondokumente
Für den Rundfunk nahm Knittel zahlreiche Operetten auf. So sang sie 1954 gemeinsam mit Fred Liewehr für den ORF die Rolle der Angele Didier in einer Gesamtaufnahme der Operette Der Graf von Luxemburg. Sie wirkte beim Österreichischen Rundfunk auch in Gesamtaufnahmen der Operetten Rund um die Liebe von Oscar Straus (1954; als Komtesse Stella), Liebe im Schnee von Ralph Benatzky (1962; als Prinzessin Gertrud) und Künstlerblut von Edmund Eysler (1963; als Soubrette Nelly Leissner) mit. Beim Bayerischen Rundfunk sang sie 1964 die Prinzessin Helene (Nené) in einer Produktion des Singspiels Sissy von Fritz Kreisler.
Als Partnerin von Heinz Hoppe nahm sie gemeinsam Operetten-Duette für die Schallplattengesellschaften Polydor und Telefunken auf. Das durch Rundfunkaufnahmen und Schallplatten überlieferte musikalische Werk von Sonja Knittel wurde in den letzten Jahren teilweise auch auf CD wiederveröffentlicht.